# Kungsängen-Västra Ryds församling
Kungsängen-Västra Ryds församling är en församling i Upplands södra kontrakt i Uppsala stift. Församlingen ligger i Upplands-Bro kommun i Stockholms län och utgör ett eget pastorat.

## Administrativ historik
Församlingen bildades 1998 genom sammanslagning av Kungsängens församling och Västra Ryds församling.

## Kyrkor
- Kungsängens kyrka
- Västra Ryds kyrka.